# John O'Flynn
John O'Flynn, född 11 juli 1982, är en irländsk fotbollsspelare som spelar som anfallare i Cork City.